# Zotico
Aurelio Avito Zotico (in latino Aurelius Avitus Zoticus; fl. 219/221) è stato un atleta romano, amante del giovane Eliogabalo, imperatore romano noto per avere atteggiamenti e abitudini descritte da più autori contemporanei come transgenere.
La sua storia è nota in due versioni, quella raccontata da Cassio Dione Cocceiano e quella contenuta nella più fantasiosa Historia Augusta.

## Versione di Cassio Dione
Lo storico contemporaneo Cassio Dione racconta che Aurelio Zotico era un atleta originario di Smirne, figlio di un cuoco, per cui aveva il soprannome Mageiros ("cuoco"). Oltre ad avere un bel corpo, Zotico era noto per avere gli organi sessuali di notevole dimensione; quando gli inviati dell'imperatore, mandati in giro a questo scopo, vennero a conoscenza di questa fama, lo fecero accompagnare a Roma con una gigantesca scorta.
Nella capitale ricevette il titolo di cubicularius, cioè di addetto alla camera da letto dell'imperatore, ottenne l'onore di portare il nome Avito, che apparteneva al nonno di Eliogabalo, Gaio Giulio Avito Alessiano, venne adornato di ghirlande e fu portato al palazzo imperiale accompagnato da molte torce. Eliogabalo aprì le porte del palazzo danzando e, quando Zotico lo salutò chiamandolo "Signore e imperatore", Eliogabalo gli rispose in maniera languida di non chiamarlo "signore" perché era una "signora".
Eliogabalo e Zotico si recarono a fare un bagno, e l'imperatore fu favorevolmente sorpreso dal constatare che l'atleta era all'altezza della sua fama, e si preparò a una notte di amplessi. Accadde però che Ierocle, un auriga divenuto amante dell'imperatore, facesse somministrare una bevanda drogata a Zotico, temendo che potesse soppiantarlo nei favori di Eliogabalo: Zotico non fu in grado di soddisfare il proprio amante e, spogliato dei suoi onori, venne allontanato dall'Italia.

## Racconto dellaHistoria Augusta
L'Historia Augusta, scritta probabilmente nel IV secolo, riporta una versione leggermente diversa, contenuta nella prima metà del libro Vita di Antonino Eliogabalo, quella ritenuta più verosimile.
Secondo questo racconto, Zotico fu a lungo uno stretto collaboratore di Eliogabalo, tanto che tutti i membri della corte lo consideravano il consorte dell'imperatore; Zotico sfruttò l'intimità concessagli da Eliogabalo, rivelando dietro pagamento le opinioni e le intenzioni dell'imperatore che riguardavano l'interessato, accumulando così una notevole ricchezza. Quando infatti usciva da un'udienza con l'imperatore, si recava da ciascun interessato rivelando loro ciò che li riguardava, ma in realtà le sue confidenze, sia che fossero minacciose sia se promettenti, erano false.
Eliogabalo, secondo questa versione, contrasse matrimonio con quest'uomo, avendo persino la donna che accompagnava la sposa nei matrimoni romani, e lo consumò.